# Проспект Південний (Кривий Ріг)
Проспект Південний — проспект в Інгулецькому районі Кривого Рогу, на  житловому масиві ПівдГЗК. Є важливою транспортною магістраллю: тут прокладені трамвайна та тролейбусна лінії. В північній своїй частині (після транспортної розв'язки) проспект Південний збігається з територіальним автомобільним шляхом Р74.
Бере початок від вул. Переяславської. Прямує переважно в північному напрямку. З проспектом перетинаються та примикають такі вулиці: вул. Кармелюка, вул. Макаренка, вул. Савицького, пл. Гірницької Слави, вул. Панаса Мирного, вул. Подлєпи, вул. Ярославська, вул. Домобудівна, вул. Профсоюзна. Закінчується, переходячи у вулицю Каховську.
Загальна довжина проспекту становить близько 4,9 км.

## Транспорт
Проспект Південний є важливою транспортною артерією Кривого Рогу: вулицею рухаються трамваї та автобуси, маршрутні таксі.

### Метро
Проспектом проходять обидва гібридні маршрути метротраму: 3М 4М

### Міський тролейбус
В 1984 році по проспекту Південному було прокладено тролейбусну лінію, яка функціонує й зараз.

### Міський трамвай

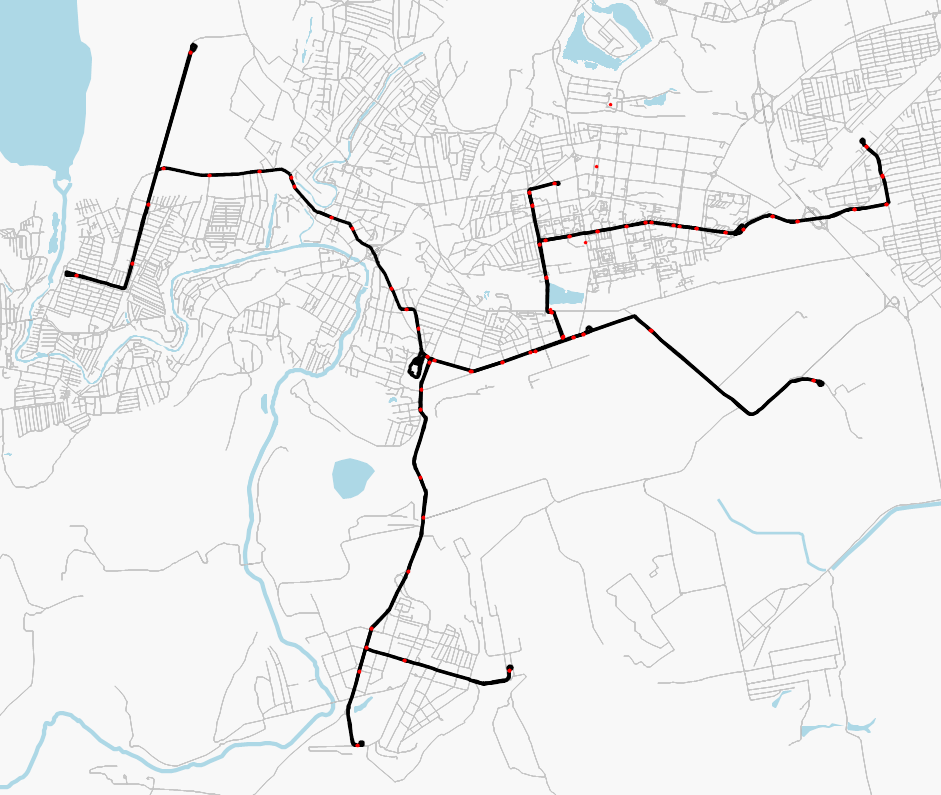
Схема трамвайної мережі Кривого Рогу. Південна гілка, що пролягає через просп. Південний, поєднує житломасив ПівдГЗК з іншими районами міста.

У 1954 році на проспекті було збудовано одноколійну трамвану лінію, в 1957 році було завершене будівництво другої колії. Наразі трамвайна лінія сполучає житловий масив ПівдГЗК з історичним центром міста, Соцмістом, Карачунами та іншими районами Кривого Рогу.

## Визначні місця

### Пам'ятники

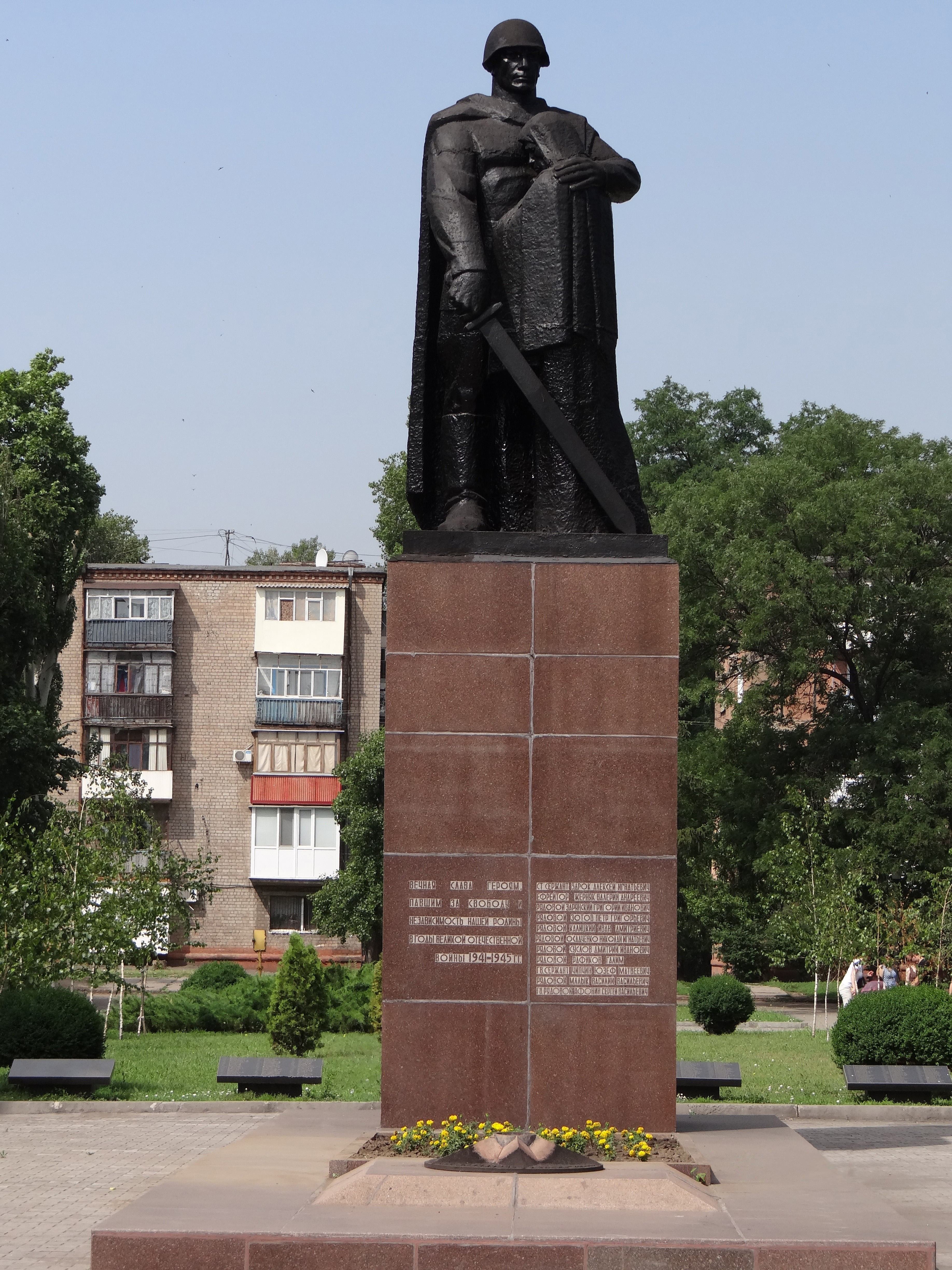
Братська могила радянських воїнів
Монумент створений в 1955 році. Розташований в парку, біля Палацу культури ВАТ «Південний ГЗК».
У братській могилі поховані 10 радянських воїнів, які загинули у боях за визволення міста Кривого Рогу 18 лютого 1944 року. Над могилою встановлена скульптура воїна, що захищає жінку.